# Энторну-ду-Дистриту-Федерал (микрорегион)

Энторну-ду-Дистриту-Федерал на карте.

Энторну-ду-Дистриту-Федерал (порт. Microrregião do Entorno do Distrito Federal) — микрорегион в Бразилии, входит в штат Гояс. Составная часть мезорегиона Восток штата Гойяс. Население составляет 1 052 411 человек (на 2010 год). Площадь — 38 130,805 км². Плотность населения — 27,60 чел./км².

## Демография
Согласно сведениям, собранным в ходе переписи 2010 г. Национальным институтом географии и статистики (IBGE), население микрорегиона составляет:						
| Полное население                             | Полное население                             | Полное население                             | Полное население                             | 1 052 411 |
| -------------------------------------------- | -------------------------------------------- | -------------------------------------------- | -------------------------------------------- | --------- |
| в том числе:                                 | Городское население                          | 940 939                                      | Процент городского населения, %              | 89,41     |
|                                              | Сельское население                           | 111 472                                      | Процент сельского населения, %               | 10,59     |
|                                              | Мужское население                            | 524 888                                      | Процент мужского населения, %                | 49,87     |
|                                              | Женское население                            | 527 523                                      | Процент женского населения, %                | 50,13     |
| Плотность населения, чел/км²                 | Плотность населения, чел/км²                 | Плотность населения, чел/км²                 | Плотность населения, чел/км²                 | 27,60     |
| Население микрорегиона в % к населению штата | Население микрорегиона в % к населению штата | Население микрорегиона в % к населению штата | Население микрорегиона в % к населению штата | 17,53     |

## Статистика
- Валовой внутренний продукт на 2003 год составляет 3 412 670 308,00 реалов (данные: Бразильский институт географии и статистики).
- Валовой внутренний продукт на душу населения на 2003 год составляет 3546,02 реалов (данные: Бразильский институт географии и статистики).
- Индекс развития человеческого потенциала на 2000 год составляет 0,742 (данные: Программа развития ООН).

## Состав микрорегиона
В составе микрорегиона включены следующие муниципалитеты:
1. Абадиания
2. Алешания
3. Кабесейрас
4. Сидади-Осидентал
5. Кокалзинью-ди-Гояс
6. Корумба-ди-Гояс
7. Кристалина
8. Формоза
9. Лузиания
10. Мимозу-ди-Гояс
11. Нову-Гама
12. Падри-Бернарду
13. Пиренополис
14. Планалтина
15. Санту-Антониу-ду-Дескоберту
16. Валпараизу-ди-Гояс
17. Вила-Боа
18. Вила-Прописиу
19. Агуа-Фриа-ди-Гояс
20. Агуас-Линдас-ди-Гояс